# Il principe
Il Principe (titolo assegnato nell'edizione originale postuma datane da Antonio Blado e poi unanimemente adottato, laddove il titolo originario era in lingua latina: De Principatibus, "Sui Principati") è un saggio critico di dottrina politica scritto da Niccolò Machiavelli probabilmente tra la seconda metà del 1513 e l'inizio del 1514, nel quale espone le caratteristiche dei principati e dei metodi per conquistarli e mantenerli. Si tratta senza dubbio della sua opera più nota e celebrata, quella dalle cui massime (spesso superficialmente interpretate) sono nati il sostantivo "machiavellismo" e l'aggettivo "machiavellico".
L'opera non è ascrivibile ad alcun genere letterario particolare. Da una parte è vero che nel periodo umanista si erano molto diffusi i trattati sul sovrano ideale, chiamati anche specula principum (ossia "specchi di principi"), i quali elencavano tutte le virtù che un sovrano avrebbe dovuto avere per poter governare correttamente, prendendo spunto dalla storia e dai classici latini e greci. Dall'altra, l'opera di Machiavelli si pone espressamente in forte rottura con quella tradizione, giungendo di fatto a rivoluzionare per sempre la concezione della politica e del buon governo per un principe, ricevendo a tale proposito aspre critiche dei suoi contemporanei. 
Il Principe si compone di una dedica e ventisei capitoli di varia lunghezza preceduti da titoli in latino che ne sintetizzano l’argomento; l'ultimo capitolo consiste nell'appello ai de' Medici ad accettare le tesi espresse nel testo.

## Contenuti

### Azioni, mezzi e fine
(Niccolò Machiavelli, Il principe)
Per raggiungere il fine di conservare e potenziare lo Stato, viene popolarmente e speculativamente attribuita a Machiavelli la massima "il fine giustifica i mezzi", secondo cui qualsiasi azione del Principe sarebbe giustificata, anche se in contrasto con le leggi della morale. Questa attribuzione, più ascrivibile a Ovidio (cfr. "Heroides", con "exitus acta probat") è quantomeno dubbia, dato che non trova riscontro nel Principe e nemmeno in altre opere dell'autore e dato che, in merito a questa massima, vi sono elementi contraddittori all'interno dell'opera.
Tale aforisma potrebbe, forzandone l'interpretazione, essere dedotto in questo passaggio:
(N. Machiavelli, Il Principe, cap. XVIII)
Pur non essendo letteralmente uguale a quella che conosciamo, il senso è evidentemente molto simile alla sua forma popolare. Il punto è che nel testo del Principe la frase è riferita espressamente ad azioni legate alla ragion di Stato, dunque generalizzarla a qualunque fine, il più onesto, ma anche il più immondo, è una deformazione piuttosto grossolana e fuorviante.
Machiavelli, in un altro passaggio sempre in riferimento al Principe, spiega che cosa sia la pazzia, contraddicendo in parte quanto detto sopra:
(N. Machiavelli, Opere complete, Alcide Parenti, Editore-Libraio, Firenze, 1843, cit., p. 313)
Perciò è pazzo colui che crede di poter dire e di poter fare quello che vuole. In altre parole, è pazzo colui che pensa che qualunque fine giustifichi i mezzi.
In Machiavelli, la salvezza dello Stato è necessaria e dev'essere anteposta alle personali convinzioni etiche del Principe, poiché egli non è padrone, bensì servitore dello Stato.
Il metodo d'indagine utilizzato da Machiavelli ha il carattere della scientificità, in quanto si serve del metodo induttivo e di quello deduttivo. Il primo metodo parte dall'osservazione di un'esperienza precisa e dei dati ricavati, per poi risalire alle norme generali che hanno sempre regolato l'agire dell'uomo politico; il secondo metodo parte da tesi sicure e utilizza fatti o esempi storici a sostegno delle tesi espresse.

### Le caratteristiche del principe ideale
Le qualità che, secondo Machiavelli, deve possedere un "principe" ideale (ma non idealizzato), sono tuttora citate nei testi sull’arte del comando:
- la disponibilità a imitare il comportamento di grandi uomini a lui contemporanei o del passato, ad esempio quelli dell'Antica Roma; tale precetto ricalca il principio di emulazione tipico del Rinascimento;
- la capacità di mostrare la necessità di un governo per il benessere del popolo, ad esempio illustrando le conseguenze di un'oclocrazia;
- il comando sull'arte della guerra (per la sopravvivenza dello Stato), con l'accortezza di evitare eserciti mercenari (la cui fedeltà è dubbia) e costituire un esercito statale permanente;
- la capacità di comprendere che la forza e la violenza possono essere essenziali per mantenere stabilità e potere;
- la prudenza e l'intuito politico necessario a sondare la situazione contingente, per comprendere come si deve comportare;
- la saggezza di cercare consigli soltanto quando è necessario e di formare alleanze favorevoli;
- la capacità di essere "simulatore e gran dissimulatore", quindi anche ricorrere all'inganno, se necessario;
- il rilevante potere di controllo della fortuna attraverso la virtù (la metafora utilizzata accosta la fortuna ad un fiume, che deve essere contenuto dagli argini della virtù);
- la capacità di essere leone, volpe e centauro (il leone simboleggia la forza, la volpe l'astuzia, il centauro la capacità di usare la forza come gli animali e la ragione come l'uomo)

### La natura umana e il rapporto con gli antichi
Secondo Machiavelli la natura umana è malvagia e presenta alcuni fattori, quali le passioni, la virtù e la fortuna. Il frequente ricorso ad exempla virtutis, tratti dalla storia antica e dalla sua esperienza nella politica moderna, dimostrano che - nella sua concezione della Storia - non vi è una netta frattura tra il mondo degli antichi e quello dei moderni; Machiavelli trae così dalla lezione della storia delle leggi generali, le quali non vanno però intese come norme infallibili, valide in ogni contesto e situazione, ma come semplici tendenze orientanti l'azione del Principe, che devono sempre confrontarsi con la realtà e vanno applicate con duttilità. 
Non vi è alcuna esperienza tramandata dal passato che non possa essere smentita da una nuova esperienza presente; tale mancanza di scientificità spiega la mancata sottomissione di Machiavelli alla auctoritas degli antichi: reverenza ma non ossequio nei suoi confronti; gli esempi storici sono utilizzati per un'argomentazione non scientifica ma retorica.

### Guerra e pace
La pace è fondata sulla guerra esattamente come l'amicizia è fondata sull'uguaglianza, quindi in ambito internazionale l'unica uguaglianza possibile è l'uguale potenza bellica degli Stati.
La forza della sopravvivenza di qualsiasi Stato è legata alla forza dell'esercizio del suo potere, e quindi deve detenere il monopolio legittimo della violenza, per assicurare sicurezza interna e per prevenire una 'potenziale' guerra esterna (in riferimento ad una delle lettere proposte al Consiglio Maggiore di Firenze (1503), con la speranza di Machiavelli di convincere il Senato fiorentino all'introduzione di una nuova imposta per rafforzare l'esercito, necessario per la sopravvivenza della Repubblica Fiorentina).

### Il rapporto tra Virtù e Fortuna e la loro nuova concezione
Il termine virtù in Machiavelli cambia significato: la virtù è l'insieme di competenze che servono al principe per relazionarsi con la fortuna, cioè gli eventi esterni indipendenti dalla sua volontà. La virtù è quindi un insieme di energia e intelligenza: il principe deve essere acuto ma anche efficace ed energico.
La virtù del singolo e la fortuna si implicano a vicenda: le doti del politico restano puramente potenziali se egli non trova l'occasione adatta per affermarle, e viceversa l'occasione resta pura potenzialità se un politico virtuoso non sa approfittarne. L'occasione, tuttavia, è intesa da Machiavelli in modo peculiare: essa è quella parte della fortuna che si può prevedere e calcolare grazie alla virtù. Mentre un esempio di fortuna può essere che due Stati siano alleati, un esempio di occasione è il fatto che bisogna allearsi con qualche altro Stato o comunque organizzarsi per essere pronti ad un loro eventuale attacco.
Machiavelli nei capitoli VI e XXVI scrive che occorreva che gli Ebrei fossero schiavi in Egitto, gli Ateniesi dispersi nell'Attica, i Persiani sottomessi ai Medi, perché potesse rifulgere la "virtù" dei grandi condottieri di popoli come Mosè, Teseo e Ciro.
La virtù umana si può poi imporre alla fortuna attraverso la capacità di previsione e il calcolo accorto. Nei momenti di calma, l'abile politico deve prevedere i futuri rovesci e predisporre i necessari ripari, come si costruiscono gli argini per contenere i fiumi in piena.

### Concezione di libertà
Machiavelli parla molto della libertà delle repubbliche: questa libertà non è la libertà dell'individualismo moderno, ma è una situazione che riguarda gli equilibri di forze nello Stato, tali per cui si deve determinare il predominio di uno solo.
Quella di Machiavelli è la libertà che si ha allorché i diversi gruppi o ceti che compongono lo Stato sono tutti coinvolti nella gestione della decisione politica; non è la libertà intesa in senso moderno, cioè la libertà del singolo dal potere dello Stato, ma è più vicina all'idea di libertà antica che si ha quando si interviene nelle decisioni politiche.
La libertà di Machiavelli ammette il conflitto: il conflitto non è in sé una causa di debolezza ma dà dinamicità al complesso politico, lo mantiene vitale; questa vitalità produce progresso in quanto lascia aperti spazi di libertà che consistono nella prerogativa di ciascuno d'intervenire alle decisioni politiche confliggendo con le altre parti. 
In questo il pensiero di Machiavelli è diverso dall'idea classica di ordine politico come "soluzione dei conflitti". 
Gli antichi vedevano infatti nel conflitto un elemento di instabilità della comunità politica.

### Concezione della religione a servizio della politica e rapporto con la Chiesa
Machiavelli concepisce la religione come instrumentum regni, cioè un mezzo con cui tenere salda e unita la popolazione nel nome di un'unica fede. La religione per Machiavelli è quindi una religione di Stato, che deve essere usata per fini eminentemente politici e speculativi, uno strumento di cui il principe dispone per ottenere il consenso comune del popolo (il sostegno di quest'ultimo è ritenuto fondamentale dal segretario fiorentino per l'unità del Principato stesso).
La religione nell'Antica Roma, che riuniva tutte le divinità del pantheon romano, è stata fonte di saldezza e unità per la Repubblica e più tardi per l'Impero, e su questo esempio illustre Machiavelli incentra il suo discorso sulla religione, criticando la religione cristiana e la Chiesa cattolica che, secondo la sua opinione, hanno un'influenza negativa sugli uomini, in quanto li induceva alla mitezza, alla rassegnazione, alla svalutazione del mondo e della vita terrena. Per Machiavelli, lo stato della Chiesa è tanto forte da non poter essere conquistato dagli altri stati italiani, ma allo stesso tempo non abbastanza forte per conquistarli a sua volta; tale dinamica è, secondo Machiavelli, la causa della mancata unità nazionale. Tuttavia, nel Principe, viene riconosciuto alla Chiesa di essere stata, per esempio sotto Giulio II che sconfisse Luigi XII di Francia, il potentato italiano capace di difendere la libertà d'Italia.

#### La scelta del Principato
Machiavelli visse in un periodo molto travagliato, in cui l'Italia era terra di conquista per le potenze straniere. Le ragioni che portarono all'abbandono dell'ideologia repubblicana indicata come la migliore nei Discorsi sopra la prima deca di Tito Livio sono i seguenti:
- sfiducia in una classe dirigente inetta e litigiosa;
- persistenza di interessi particolaristici nell'aristocrazia che aveva governato le città italiane;
- modello positivo delle monarchie europee, conosciute direttamente da Machiavelli, aventi i requisiti per superare la frammentarietà della geopolitica italiana.

## Sinossi dettagliata

### Dedica.Nicolaus Maclavellus Magnifico Laurentio Medici Iuniori Salutem
Il più delle volte gli uomini, per guadagnarsi le grazie di un Principe, sono soliti fargli doni ricchi e preziosi. L'autore, non possedendo niente di più caro e importante della sua conoscenza della politica, si accinge a fare dono a Lorenzo di Piero de' Medici di una sua breve opera, che raccoglie nelle sue pagine tutto ciò che Machiavelli ha imparato, attraverso lo studio attento e prolungato sia delle vicende antiche che di quelle a lui contemporanee: l'opuscolo De Principatibus. Questo suo regalo non deve però essere frainteso come un atto di presunzione: infatti un uomo di basso stato come l'autore ardisce esaminare la condotta dei principi perché sostiene che, come solo un principe può conoscere il popolo, così solo un membro del popolo ha la giusta distanza da un principe per esaminarne le caratteristiche.

### I.Quot sint genera principatuum et quibus modis acquirantur(I tipi di Principato e formazione del Principato)
Gli stati possono essere di due tipi: Repubbliche o Principati. I Principati possono a loro volta essere ereditari oppure nuovi. Questi ultimi sono nuovi o del tutto - come quando, a seguito di una conquista o di un colpo di Stato, una nuova famiglia sostituisce quella prima reggente - oppure come membri aggiunti allo Stato ereditario del Principe, come successe al Regno di Napoli dopo la morte di Federico I, che diventò infatti parte dei territori sottomessi alla corona di Spagna. Gli stati acquistati sono soliti o a vivere sotto la guida di un Principe, oppure ad essere liberi, ed essi si acquisiscono o con il proprio esercito o con quello di qualcun altro o ancora per fortuna o per virtù.

### II.De Principatibus hereditariis(I Principati ereditari)
L'autore lascia da parte la Repubblica, trattata nei Discorsi sopra la prima Deca di Tito Livio, e si occupa invece degli Stati ereditari. Negli Stati ereditari, in cui la stessa stirpe governa già da tempo, le difficoltà derivate dal loro mantenimento sono assai minori rispetto a quelle che si riscontrano negli Stati nuovi. Basta infatti continuare a seguire la linea politica dei predecessori e governare sapendosi adattare alle varie circostanze che si presentano. Se un Principe possiede sufficiente cautela, certamente manterrà intatto il suo potere, ad eccezione del caso in cui una forza troppo grande lo travolga. Ma, anche privato del suo governo, egli lo riacquisterà non appena una disgrazia qualsiasi si abbatterà sul nuovo occupatore. L'autore prende ad esempio il Duca di Ferrara, il quale non ha retto agli assalti de’ Viniziani nell'84, né a quelli di Papa Iulio nel 10 per altre cagioni che per essere antiquato in quel Dominio. Il Principe ereditario ha minori necessità e motivi per commettere atti che provochino il risentimento del popolo e perciò è più amato e benvoluto, a meno che abbia particolari ed eccessivi vizi. Negli Stati ereditari, inoltre, vi sono meno possibilità di cambiamenti, poiché i mutamenti, in questo caso politico-istituzionali, aprono la via ad altri successivi mutamenti.

### III.De Principatibus mixtis(I Principati misti)

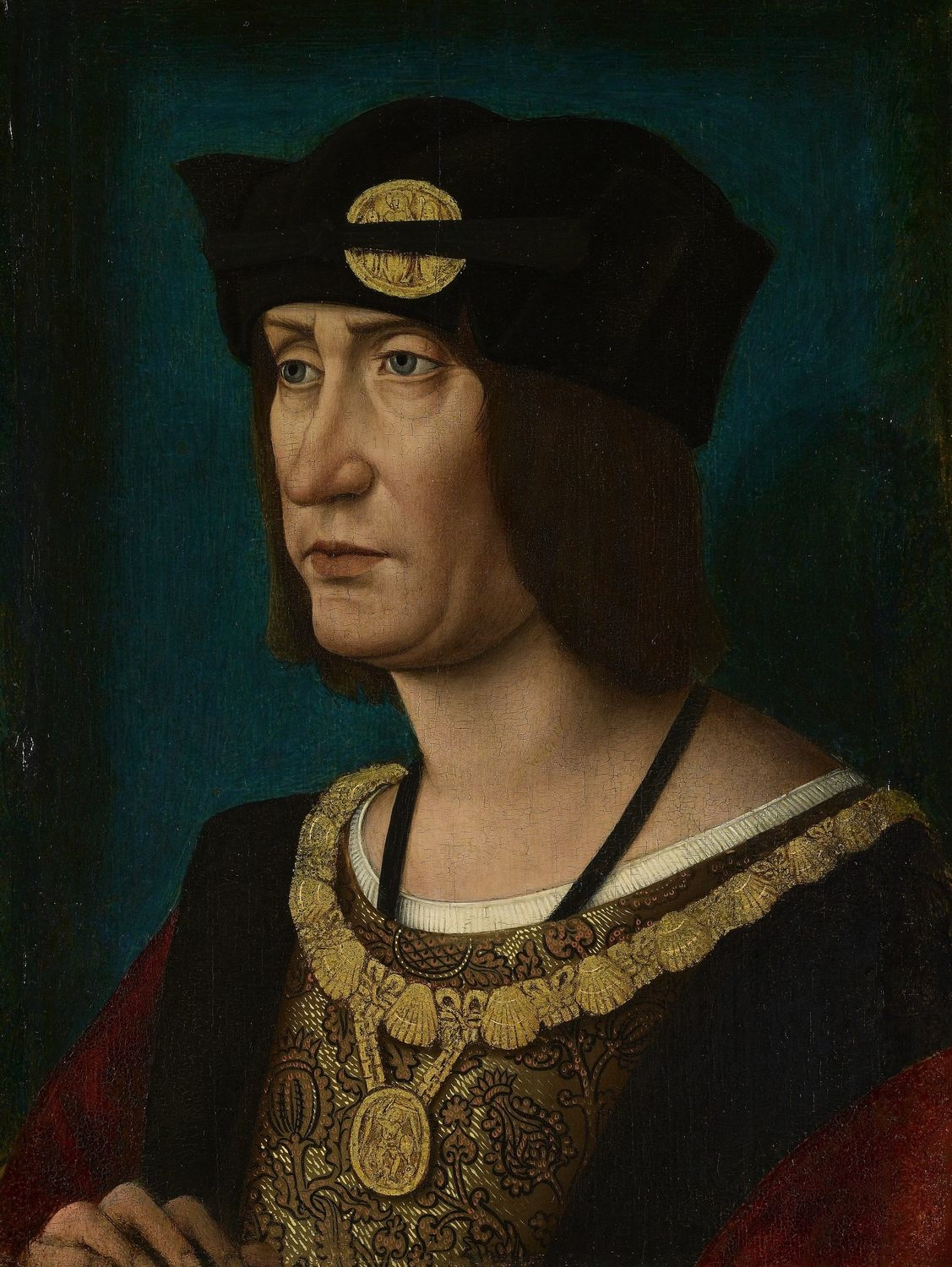
Luigi XII di Francia

È nel Principato nuovo che sorgono le difficoltà. E anche se non è del tutto nuovo, ma membro aggiunto allo stato del principe ereditario che lo acquista, cioè misto, c'è subito una prima naturale difficoltà che vale per tutti i Principati nuovi: gli uomini credono di migliorare la loro condizione mutando signore, ma ogni principe nuovo disinganna le aspettative dei suoi sudditi che quindi sono sollecitati a desiderare nuovi cambiamenti. Ciò dipende dal fatto che il nuovo Principe è solito offendere, con l'esercito e con altre ingiurie, il popolo di cui aspira a divenire Principe. Egli si fa nemici tutti quelli che ha offeso per acquistare il nuovo Principato, né può mantenersi amici coloro che lo hanno aiutato, poiché non può soddisfare le loro aspettative, ma non può nemmeno usare contro di loro rimedi violenti a causa del loro appoggio. Questo perché sempre si ha bisogno del favore degli abitanti di una provincia per conquistarla. Un esempio può essere la vicenda di Luigi XII di Francia, che occupò Milano. Il re francese infatti, reclamava dei diritti sul ducato di Milano in quanto discendente di Valentina Visconti, figlia di Gian Galeazzo e sposa di Luigi d'Orléans. Dopo essersi alleato con i veneziani, mandò in Italia un esercito sotto la guida di Gian Galeazzo Trivulzio, il quale riuscì ad occupare Milano nel settembre del 1499. I milanesi, estenuati dalle numerose vessazioni si rivoltarono contro Trivulzio e i francesi. Più difficile è invece perdere i paesi ribellati dopo averli conquistati una seconda volta, perché il principe è più attento, questa volta, ai bisogni del popolo.
Gli stati che sono membri aggiunti di un altro stato possono o appartenere alla stessa area geografica dello stato che li ha acquisiti, nella quale vigono quindi i medesimi usi e costumi, oppure avere delle tradizioni e delle usanze completamente diverse. Nel primo caso è più semplice mantenere il territorio acquistato, soprattutto quando il popolo è già abituato a vivere sotto un signore, bisogna solo assicurarsi di estinguere la stirpe precedente, di non cambiare le leggi, né le tasse. Nel secondo caso, invece, la situazione è più problematica. Prima di tutto sarebbe opportuno che il principe che acquista il nuovo stato vi ci andasse ad abitare, come fece Maometto II in Grecia. Abitandoci, infatti, ci si accorge subito della nascita di disordini che possono quindi essere quietati nell'immediato. Inoltre i sudditi traggono vantaggio dalla possibilità di appellarsi più facilmente al principe che si trova sul posto e non in una capitale lontana. Importante è anche l'insediamento di alcune colonie, che non sono dispendiose, ma più fedeli e meno rivoltose. Gli uomini vanno quindi o trattati con dolcezza o annientati. Se invece il principe occupasse militarmente il nuovo stato, spenderà moltissimo, tramutando l'acquisto in perdita e facendosi molti nemici. 
Il principe dovrà anche farsi difensore dei vicini più deboli della provincia e contemporaneamente cercare di indebolire le personalità più forti, stando attento che per nessun motivo faccia ingresso nel nuovo territorio qualcuno potente tanto quanto egli stesso. Un esempio di ciò può essere la vicenda degli Etoli che fecero entrare in Grecia i Romani. Questi ultimi si conquistarono immediatamente il favore dei meno potenti, a causa dell'invidia che essi avevano sviluppato nei confronti di chi era più potente di loro. Chiunque non gestisca bene queste situazioni, finirà per perdere quindi la provincia conquistata e nel tempo in cui sarà ancora all'interno di questo territorio, dovrà affrontare solo molte difficoltà e problematiche. Il re Luigi di Francia, invece non osservando questi accorgimenti, perse il ducato milanese. Luigi sbagliò in primis dando aiuto al papa Alessandro, perdendo così numerosi alleati e ritrovandosi poi a dover venire in Italia per frenare l'ambizione del pontefice e successivamente divise anche il Regno di Napoli con il re di Spagna. In generale si può dire che egli fece cinque errori: annientati i potenti minori, accresciuto la potenza del papa che di per sé era già una figura potente, portato in Italia un forestiero molto potente, non venne ad abitare in Italia e non vi fece installare colonie. Vi è quindi una regola generale: chi dà motivo ad uno di diventare potente, prepara esclusivamente la sua rovina.

### IV.Cur Darii regnum quod Alexander occupaverat a successoribus suis post Alexandri mortem non defecit(Per quale motivo, dopo la morte di Alessandro, i suoi successori non persero il regno di Dario che Alessandro aveva conquistato)

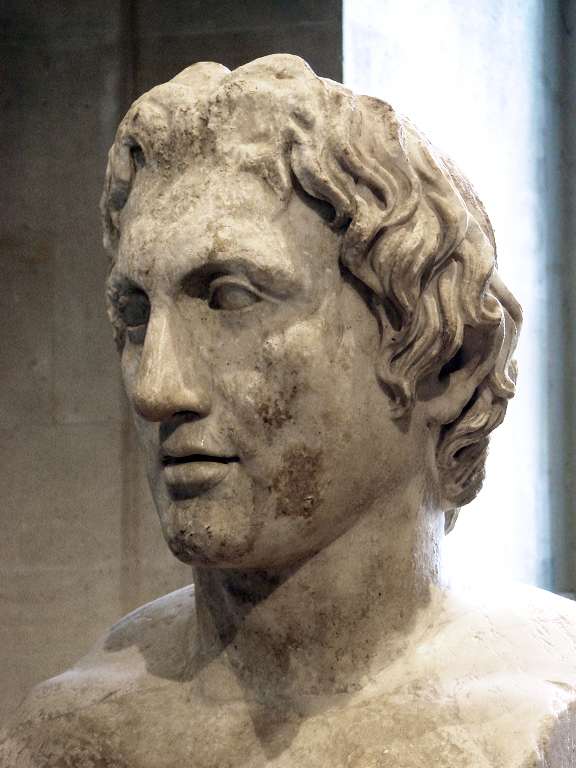
Alessandro Magno (Museo del Louvre)

Potrebbe apparire strano che, date le difficoltà che si incontrano nel mantenere un nuovo stato, alla morte di Alessandro Magno, che da poco aveva conquistato l'Asia, i nuovi territori non si ribellarono. I principati infatti possono essere governati in due modi: o per opera di uno che è principe, attorniato da servi, incaricati per sua grazia e concessione come ministri e funzionari, o per opera di un principe e dei signori feudali, i quali, grazie alla loro discendenza, posseggono tale rango. Nel primo caso, il principe rappresenta l'unica e sola autorità. Degli esempi concreti di questi due modi di governare sono l'Impero ottomano, dove l'imperatore rappresenta l'unica autorità, e la Francia, dove invece il re è attorniato da una moltitudine di signori feudali. È un'impresa più ardua quella di conquistare gli stati dove il principe ha tutta l'autorità e la potenza nelle sue mani, poiché è molto difficile corrompere i suoi sudditi, ma una volta che questi stati sono vinti, è più facile mantenerli, se si estingue la stirpe del principe sconfitto. Intervenire invece nei principati governati come la Francia, risulta inizialmente più facile, poiché si possono spesso creare agitazioni interne, ma sono molto più difficili da mantenere. Il regno di Dario era simile a quello Ottomano; quindi, una volta che Alessandro lo sconfisse in battaglia, gli risultò semplice mantenere i nuovi territori.

### V.Quomodo administrandae sunt civitates vel principatus, qui, antequam occuparentur suis legibus vivebant(In che modo si debbano governare le città o i Principati che, prima di essere conquistati, avevano un proprio ordinamento giuridico)
Quando si occupa uno stato che fruiva di leggi proprie, vi sono tre modi per mantenerlo: distruggerlo, andarci ad abitare personalmente oppure non modificare le leggi e mantenerle valide. Degli esempi di questi modi di governare si possono trarre dagli Spartani e dai Romani. Se si vuole tenere una città usa a vivere libera, bisogna distruggerla, altrimenti ci si dovrà sempre aspettare delle ribellioni da parte di quella.

### VI.De principatibus novis qui armis propiis et virtute acquiruntur(I principati conquistati con i propri eserciti ed una determinazione razionale.)

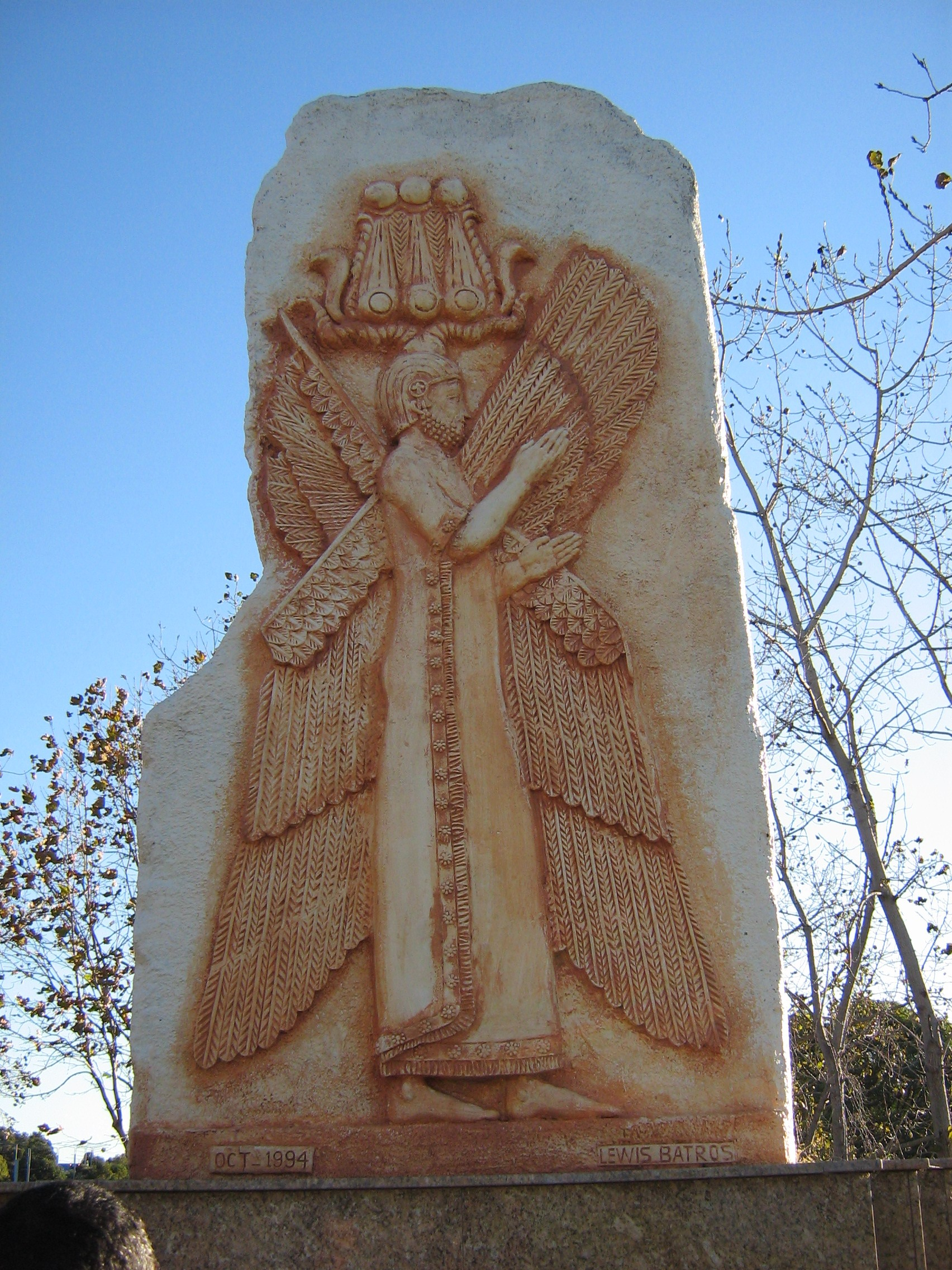
Ciro II di Persia

Non si meravigli il Lettore degli esempi famosi, perché bisogna sempre imitare le orme dei grandi, di quelli che hanno eccelso in quel campo.
Metafora degli arcieri prudenti che alzano il tiro per raggiungere una meta lontana.
Nei principati nuovi la difficoltà a mantenerli da parte del Principe variano a seconda della virtù di Egli stesso. Siccome ciò presuppone virtù o fortuna, ognuno di questi due elementi mitiga le difficoltà che sono molte: però colui che si è meno fidato della sorte, mantiene più a lungo il suo regno. Un altro elemento che mitigherebbe le difficoltà è l'andarci ad abitare. I più virtuosi a governare e mantenere un Principato sono stati Mosè, Ciro di Persia, Romolo, Teseo. Esaminando le azioni di questi grandi, si vedrà che l'unica cosa che hanno avuto dalla sorte sia stata l'occasione a fare ciò che hanno fatto. Senza l'occasione, la virtù sarebbe spenta e senza la virtù l'occasione sarebbe venuta meno. L'occasione e la virtù si congiunsero in una unione talmente perfetta che la loro patria divenne felicissima.
Quelli che giungono al Principato con la virtù lo acquistano difficilmente, ma lo mantengono poi più facilmente. Le difficoltà ad acquistare il regno dipendono dai modi necessari al Principe per introdurre i nuovi ordinamenti. E non c'è cosa più difficile che provare a introdurre nuove leggi, perché il Principe si trova nemici tutti i fautori del vecchio ordinamento e per leggeri amici quelli che aspettano con gioia le nuove leggi. Questa gioia nasce un po' per paura dei nuovi occupanti che hanno il coltello dalla parte del manico, un po' dalla natura stessa degli uomini che non credono alle novità se non affermate solidamente. Perciò quando i nemici del Principe mettono in atto una ribellione, gli altri lo difendono debolmente, in modo da temporeggiare e unirsi poi ai primi se le cose andassero male. 
Bisogna però vedere se questi rivoltosi fanno parte per sé stessi, e quindi basta un loro cenno alla rivolta, oppure dipendono da altri, e bisogna che forzino la mano. Nel primo caso vincono quasi sempre, ma non arrivano a niente; nel secondo, perdono. La natura dei popoli è varia: è facile persuaderli di una cosa, ma difficile fermarli in questa convinzione. Perciò conviene che, quando non credono più, bisogna far credere loro per forza. I grandi non avrebbero potuto far osservare a lungo le loro convinzioni se fossero stati disarmati (un esempio del contrario: Savonarola). I Principi che hanno sulla loro strada qualche difficoltà, bisogna che la superino con la virtù, ma una volta soppressi quelli che lo invidiavano, avranno il regno sicuro, felice e onorato.

### VII.De Principatibus novis qui alienis armis et fortuna acquiruntur(I Principati nuovi che si conquistano con eserciti di altri e per contingenze favorevoli)
Quelli che diventano Principi di Stati acquistati con la sorte lo diventano assai facilmente, ma difficilmente li mantengono. Lo mantengono con difficoltà perché si basano sulla volontà e sulla sorte di chi ha concesso loro questo privilegio. Non sanno né possono mantenersi in quello stato.
Non sanno perché essendo sempre vissuti alle spalle di altri, a meno che non siano uomini di virtù straordinarie, non sono capaci per natura a comandare.
Non possono perché non hanno le forze che possono esser loro fedeli. Esempio di stato acquistato con la virtù: Francesco Sforza (e lo mantenne). Esempio di stato acquistato con la fortuna: Cesare Borgia. 
Storia dei progressi egemonici del Valentino che conquistò la Romagna. 
Una volta conquistata la Romagna, Egli la governò con braccio forte per tenerla legata a sé. Gli restava però di debellare il pericolo del Re di Francia, suo nemico. Lo fece e si assicurò che il successore di Papa Alessandro non gli togliesse i suoi possedimenti. E questo fece in quattro modi:
1. spegnere le stirpi dei Signori che aveva spogliato,
2. guadagnarsi la nobiltà romana,
3. ridurre il Collegio dei Cardinali in suo potere,
4. acquistarsi tanta forza da resistere all'impeto futuro.

Di queste cose ne fece solo tre. L'ultima non ci riuscì appieno e, accerchiato da potenti eserciti, andò in rovina.
Secondo l'autore tutto l'operato del Duca non è da biasimare, anzi piuttosto da imitare. Perché solo la morte di Alessandro e la sua malattia si opposero ai suoi piani. E non c'è esempio migliore per chi voglia assicurarsi uno stato nuovo che seguire le azioni del Duca. L'unico suo errore fu l'elezione a Papa di Giulio. Perché non potendo creare un Papa a suo modo, poteva almeno sceglierlo e non doveva acconsentire che uno di quei Cardinali che aveva offeso diventasse Pontefice.

### VIII.De his qui per scelera ad principatum prevenere(Il delitto politico come mezzo di acquisizione del Principato)
Privatamente si diventa Principi in due modi:
- per scelleratezza
- con il favore dei propri concittadini

Due esempi: uno antico, l'altro moderno per citare le azioni dei primi
1) Agatocle, tiranno di Siracusa, figlio di un vasaio, scellerato tutta la vita. Divenne per gradi Pretore di Siracusa. Messosi in testa di diventare Principe e accordatosi con il cartaginese Amilcare, una mattina radunò il senato e a un suo cenno fece uccidere gli aristocratici e i senatori. Così divenne Principe e, non solo resistette agli attacchi di Siracusa ma conquistò anche una parte dell'Africa.
Considerando la storia di Agatocle non si potrà attribuire il Principato alla fortuna, avendosi egli guadagnato i gradi della milizia con i suoi sacrifici. Né si può parlare di virtù trucidare i suoi stessi concittadini, tradire gli amici, essere senza pietà. 
2) Ai nostri tempi (quelli di Alessandro VI) Oliverotto da Fermo fu addestrato alla milizia da Paolo Vitelli e militò sotto il fratello, Vitellozzo. In breve tempo divenne il primo uomo della sua milizia. Ma poi, volendo egli porsi a capo di una città, pensò di farlo della sua città natale. Perciò scrisse al suo tutore che vi voleva ritornare in modo solenne. Fattosi dunque ricevere, ordinò un banchetto con tutte le più alte personalità del paese. Alla fine del pranzo le condusse tutte in un luogo segreto dove le fece uccidere e divenne così Principe della sua città.
Si potrebbe dubitare su come Agatocle e simili fossero riusciti a mantenere il loro Principato anche in cattiva sorte, mentre altri, attraverso la crudeltà, non ci sono riusciti.
Questo avviene secondo:
1. la crudeltà bene usata
Si può chiamare quella che si fa una volta sola per necessità e poi si converte in utilità per i sudditi.
2. la crudeltà male usata 
È quella che si prolunga costantemente nel tempo

Bisogna dunque notare che l'occupatore, nell'occupare uno Stato, deve fare tutte le offese necessarie tutte insieme per potersi guadagnare gli uomini. Chi fa diversamente, deve sempre avere il coltello in mano. E perciò non può federarsi con i suoi sudditi. Perché le ingiurie bisogna farle tutte insieme e i benefici poco alla volta per farli assaporare meglio.

### IX.De principatu civili(Il Principato civile)

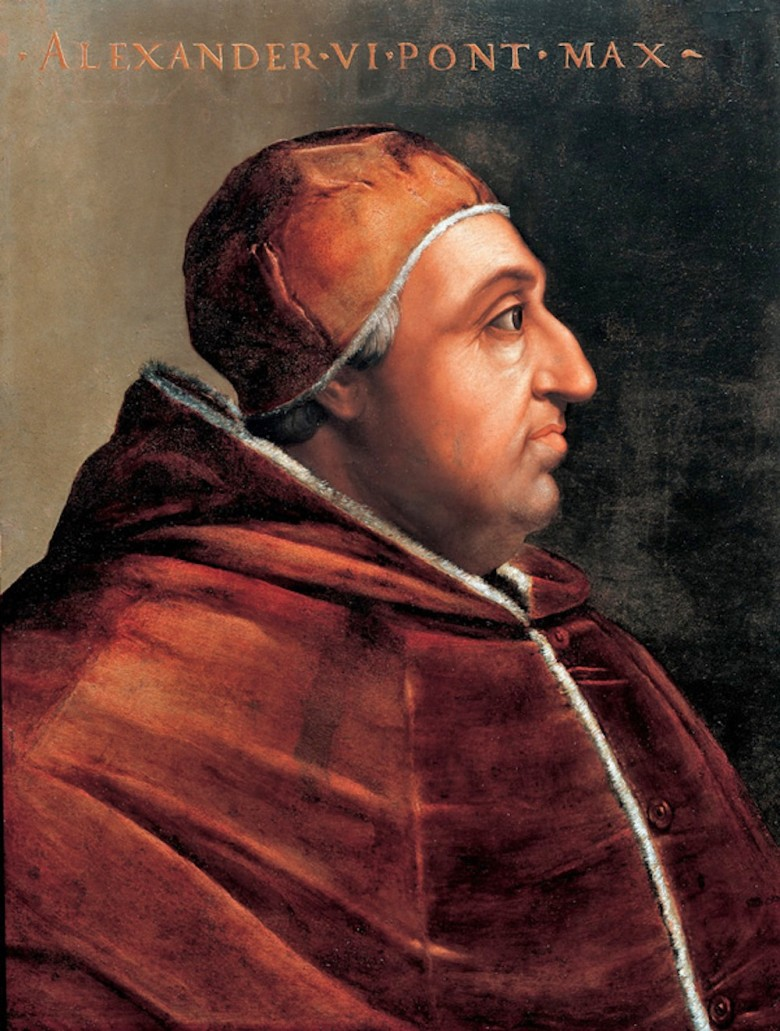
Papa Alessandro VI Borgia, padre di Cesare Borgia

Quando d'altra parte uno diviene Principe col favore degli altri concittadini (cosa che può chiamarsi Principato civile) e che si acquista non tramite tutta fortuna o tutta virtù, ma piuttosto attraverso un'astuzia fortunata, si ascende a questo titolo col favore del popolo o col favore dei grandi, perché in ogni città ci sono queste due tendenze diverse, le quali nascono da questa considerazione, che il popolo non desidera né essere comandato, né oppresso dai grandi, mentre i grandi desiderano comandare e opprimere il popolo. Da queste due tendenze opposte nasce uno tra i seguenti effetti:
- Principato
- Libertà
- Licenzia (Anarchia)

Parlando del Principato, esso è realizzato o dal popolo o dai grandi secondo l'occasione (perché vedendo i grandi che non possono resistere al popolo, eleggono uno di loro Principe per mettere in atto il proprio dominio sul popolo; e al contrario vedendo il popolo che non può resistere ai grandi, attribuendo tutta la reputazione a uno di loro, l'elegge Principe per difendersi sotto la sua autorità). Il Principato concretizzato dai grandi si mantiene con più difficoltà dell'altro, perché il Principe si ritrova con molti che sembrano essergli pari, e per questo non li può comandare o maneggiare a suo modo; il secondo Principe invece si trova solo con intorno pochissimi non disposti ad ubbidirgli. 
Inoltre non si può dar soddisfazione ai grandi senza offendere gli altri, ma lo si può fare al popolo, perché l'essere popolare è un fine più onesto di quello dei grandi, siccome i grandi vogliono opprimere e il popolo non vuole essere oppresso. Inoltre un Principe non può mai star sicuro di un popolo a lui nemico perché questo è troppo numeroso; ma può farlo dei grandi, essendo questi pochi. Il peggio che si può aspettare un Principe è essere abbandonato dal popolo che diviene a lui nemico: ma dai grandi nemici non solo deve temere di essere abbandonato ma anche che gli si rivoltino contro, perché essendo più furbi, fanno le cose più accortamente. Al Principe è necessario vivere sempre con quello stesso popolo, ma non necessariamente con gli stessi grandi, perché li può creare e dimettere a suo piacimento.
I grandi devono essere considerati in due modi principalmente: o si comportano in modo da obbligarsi in tutto alla sorte del Principe o no. I primi si devono onorare e lodare; i secondi devono essere esaminati in due modi: o lo fanno per pusillanimità e difetto naturale, in questo caso nelle condizioni favorevoli bisogna farsene onore e nelle avversità non temerli; o lo fanno per maliziosa ambizione, e allora è segno che pensano più a loro stessi che al Principe: sono questi che il Principe deve temere e di cui deve guardarsi, perché nelle avversità sicuramente si adopereranno per spodestarlo.
Insomma il Principe divenuto tale con l'aiuto del popolo deve mantenerselo amico, cosa facile se il popolo non fa altro che chiedere di non essere oppresso. Un Principe divenuto tale con l'aiuto dei grandi deve prima di tutto guadagnarsi il popolo, cosa facile se prende le sue precauzioni. E siccome gli uomini, quando ricevono bene da uno creduto un malfattore, più si obbligano a lui, il popolo diventa subito più benevolo nei suoi confronti che se fosse stato lui stesso a porlo sul trono. Il Principe può guadagnare il popolo in molti modi, dei quali, siccome variano da caso a caso, non se ne può dare una regola precisa.
La conclusione è che è necessario a un Principe più avere amico il popolo che avere rimedi alle sue avversità. Ma non ci sia chi obietti secondo il proverbio comune: Chi fonda sul popolo, fonda sul fango; perché questo è vero solo quando un cittadino vi pone su le fondamenta e pensa poi che il popolo lo liberi quando è oppresso dai nemici; ci si trova in tal caso ingannati, si prenda come esempio la vicenda di Tiberio e Caio Gracco nell'antica Roma. Ma quando è un Principe savio che vi ci fondi, non temendo le avversità, non si troverà mai abbandonato dal popolo, anzi il contrario. 
Questo tipo di Principati si dissolvono però quando tentano di passare dall'ordine civile all'ordine assoluto, perché questi Principi comandano o mediante loro stessi o per mezzo di magistrati; questi ultimi, specialmente nelle avversità, gli possono togliere con grande facilità lo Stato ribellandosi o non ubbidendogli. E allora il Principe non è sollecitato a diventare Monarca Assoluto, perché i cittadini sono abituati a ricevere ordini dai magistrati e in quella circostanza non sono pronti ad ubbidire ai suoi. E avrà sempre scarsezza di amici dei quali fidarsi perché tale Principe non può fidarsi delle situazioni presenti nei tempi di pace, quando ognuno promette ed è disposto perfino a morire (quando la morte è lontana). Nelle avversità invece, quando ci sono veramente pericoli, di amici se ne trovano pochi. Perciò un Principe savio deve fare in modo di tenersi obbligato il popolo in pace e in guerra; e poi lo avrà sempre fedele.

### X.Quomodo omnium principatuum vires perpendi debeant(Valutazione della forza di un Principato)

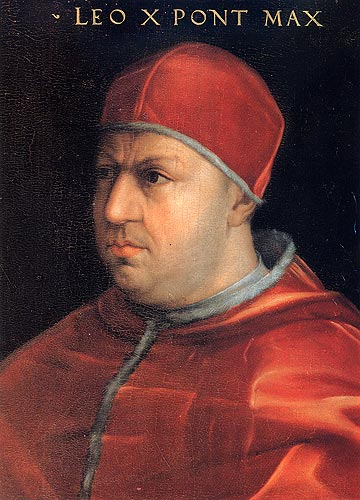
Papa Leone X ovvero Giovanni de' Medici

Evidenziando le qualità dei Principati si denota il Principe che è indipendente nell'uso delle armi da altri (1) e il Principe che invece ha bisogno dell'aiuto di altri (2).
I Principi appartenenti al tipo (1) possono radunare un esercito adeguato e sostenere una battaglia campale con chiunque. I Principi appartenenti al tipo (2) non possono sostenere battaglie campali, ma hanno necessità di rifugiarsi dentro le mura e farsi difendere da esse. L'autore esorta questi Principi a fortificare le loro città e non preoccuparsi del contado circostante. E questi Principi saranno assolti sempre con grande rispetto perché gli uomini sono sempre nemici delle imprese dove si vede la difficoltà, come in questo caso. (es. le città della Germania).
Insomma un Principe che abbia una città fortificata e sia ben voluto dal popolo non può essere assalito, e se pure ci fosse un ardito da farlo, rimarrà con un pugno di mosche in mano. E a chi obietta: se il popolo ha possedimenti al di fuori del castello e li vedrà bruciare, stanco del lungo assedio, si dimenticherà del suo signore, l'autore risponde che un Principe potente e virtuoso saprà sempre come cavarsela, ad esempio dando speranza ai sudditi della brevità dell'assedio, facendoli intimorire della crudeltà del nemico, o abbassando i troppi arditi. Oltretutto il nemico deve per forza attaccare il Principe subito al suo arrivo quando gli animi dei suoi uomini sono caldi e pronti per la difesa; e perciò, passato qualche giorno senza aver ricevuto danni e con gli animi raffreddati, non vi è più rimedio, e il Principe può star sicuro di vedere allora la gente accorrere alla sua difesa, perché sembra che lui abbia un obbligo verso di loro, essendo stato tutto distrutto per provvedere alla difesa di lui.

### XI.De Principatibus ecclesiasticis(I Principati ecclesiastici)
I Principati ecclesiastici si acquistano per virtù o per fortuna e si mantengono senza né l'una né l'altra perché sorretti e convalidati dai dogmi antichi della religione che sono così forti che fanno mantenere al Principe lo Stato in qualsiasi modo Egli lo governi. Questi Principi sono gli unici ad avere Stati e a non difenderli, ad avere sudditi e a non comandarli. E gli Stati, pur essendo indifesi, non sono assaliti; e i sudditi pur non essendo governati, non se ne curano. Solo questi Principati sono sicuri e felici. Ma essendo retti da una volontà superiore sarebbe ardito parlarne, perciò l'autore li tralascia. Ma perché il regno del Papa è divenuto così potente? Prima di Alessandro VI c'erano in Italia i Veneziani, il Re di Napoli, il Papa, il Duca di Milano e Firenze (potentati). Le preoccupazioni primarie erano due: nessun forestiero doveva entrare in Italia e nessuno di loro doveva estendere il suo dominio. Quei Potentati che si preoccupavano di più erano il Papa e i Veneziani. Fino ad un dato momento nessuno dei due era riuscito a sopraffare l'altro. Un Papa animoso fu Sisto IV, ma data la brevità della loro vita, i Papi non riuscivano a fare azioni definitive. Con Alessandro VI la Chiesa riuscì nel suo intento di spegnere i baroni romani, gli Orsini e i Colonna, grazie al Duca Valentino. La Chiesa divenne grande e Papa Giulio continuò l'opera del predecessore: si guadagnò Bologna e cacciò i Veneziani e i Francesi. Venne poi Papa Leone X Medici trovando il papato potentissimo. Fu un Papa santo che rese il Papato grande in santità come i suoi predecessori lo resero grande in ricchezza.

### XII.Quot sint genera militiae et de mercenarius militibus(Tipi di eserciti: le milizie mercenarie)
Dopo aver esaurito il tema “Principato” non resta che parlare delle offese e delle difese che ogni Principato può mettere in campo. Si è detto che a un Principe, per mantenere il suo Stato, sono necessarie delle buone fondamenta: le principali sono le buone leggi e le buone armi. Siccome non ci possono essere le prime senza le seconde, si tralascerà di parlare della legge per parlare delle armi. Gli eserciti possono essere dei seguenti tipi:
(A) Proprio
(B) Mercenario
(C) Ausiliario
(D) Misto
I tipi (B) e (C) sono inutili, anzi pericolosi, perché i loro componenti sono spesso disuniti, ambiziosi, senza disciplina, infedeli. Uno Stato non si potrà mai reggere su di essi perché essi non hanno altro amore che quel poco di denaro che ottengono, e ciò non basta perché i soldati vogliano offrire la loro vita per te. Essi vogliono essere tuoi soldati in tempo di pace, ma andarsene in tempo di guerra. (es. la rovina dell'Italia in mano a milizie assoldate)
Migliore dimostrazione: i capitani mercenari sono o uomini eccellenti o no: se non lo sono non ci si può affatto fidare, ma anche se lo sono, perché aspireranno alla propria grandezza o con il tenere in soggezione il Principe o con il tenere in soggezione altri a di fuori delle sue intenzioni. Si può obiettare che qualsiasi capitano, anche non mercenario sia così. L'autore risponde che le milizie sono controllate dal Principe o da una Repubblica. Il Principe sceglie di persona il proprio capitano, la Repubblica i suoi cittadini che, mediante leggi, ne controllino il potere. Per esperienza si vedono Principi e Repubbliche ben armate fare grandi progressi e i mercenari procurare solo danni. E una Repubblica armata di armi proprie costringe all'obbedienza i cittadini con più facilità. 
Breve storia dell'Italia sotto il profilo mercenario. L'Italia è divisa in più Stati e quasi tutta nelle mani della Chiesa e di qualche Repubblica e, siccome i preti e gli altri cittadini non erano abituati a trattare le milizie, cominciarono ad assoldare forestieri. Il primo fu Alberigo conte di Cunio. Alla fine di tutto ciò è che l'Italia è stata vituperata da Carlo VIII, Luigi XII, Ferdinando il Cattolico e gli Svizzeri.

### XIII.De militibus auxiliariis, mixtis et propriis(I soldati ausiliari, misti e propri)

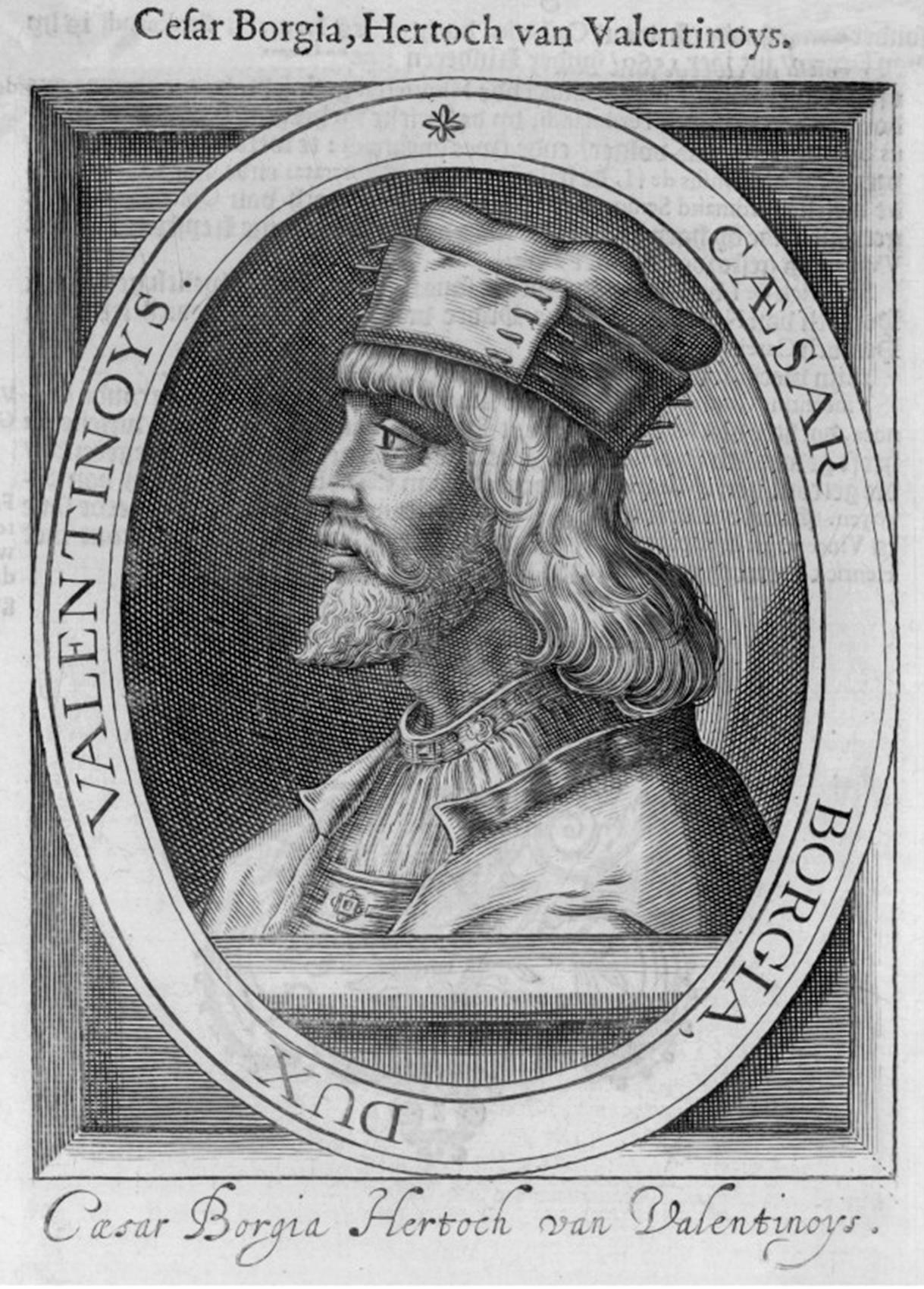
Incisione di Cesare Borgia nelle vesti di cardinale

Le milizie ausiliarie, anche queste inutili, sono quelle per le quali si chiama un potente vicino in aiuto. Queste milizie possono anche essere sufficienti, ma danneggiano alla fine colui che le ha chiamate perché se si vince, si resta prigioniero di loro. Queste milizie sono più pericolose delle mercenarie, perché queste sono unite e compatte e ubbidienti a un solo capitano: per le altre, invece, per sopraffare chi le ha assoldate, non essendo un corpo unito, occorre maggiore occasione. Insomma nelle mercenarie è più pericolosa l'ignavia, nelle ausiliarie la virtù. Un Principe savio si saprà rivolgere alle proprie milizie, perché non giudicherà essere vera vittoria quella acquistata con le milizie altrui (es. Cesare Borgia).
Anche le armi miste, sebbene superiori sia alle mercenarie che alle ausiliarie, sono dannose e di molto inferiori alle proprie. Il Principe che non conosce i mali quando nascono non è veramente savio: ma ciò è concesso a pochi. La ragione prima della rovina dell'Impero Romano? L'assunzione di soldati Goti. L'autore conclude dicendo che chi non ha milizie proprie non ha di norma uno Stato sicuro, perché tutto è nelle mani della sola fortuna e non della virtù che nelle avversità lo possa efficacemente difendere.

### XIV.Quod principem deceat circa militiam(Sul rapporto tra Principe ed esercito)
Perciò il Principe deve avere solo la guerra come scopo, come unica arte propria. E la guerra è di così grande virtù da riuscire a mantenere i Principi sul trono, e perfino farne diventare di nuovi privati cittadini. Al contrario si può notare come, quando i Principi si sono preoccupati più delle mollezze che alle guerre, hanno perso lo Stato. Insomma la ragione prima della perdita di uno Stato è non conoscere quest'arte, e quello che li fa, al contrario, acquistare è esserne pratico. Non c'è paragone tra uno armato e uno disarmato. E non è ragionevole che uno armato obbedisca ad uno disarmato. Deve dunque il Principe esercitarsi sempre nella guerra, più in pace che in guerra: ciò lo può fare in due modi: con la mente (1) o con le opere (2).
(1) Il Principe deve leggere le storie antiche e meditare le azioni di antichi uomini eccellenti, esaminare i motivi delle vittorie e delle sconfitte per potere imitare le vittorie e sfuggire le sconfitte. Il Principe in pace non deve stare mai ozioso, ma star preparato alle avversità.
(2) Tenere sempre ben esercitata la milizia, star sempre a caccia, a simulare azioni di guerra, assuefare il corpo ai disagi, imparare la natura del terreno. La conoscenza del mondo è utile in due modi: prima s'impara a conoscere la propria città e poi a vedere i luoghi analoghi altrove, trovandone le similitudini. Un Principe che non conosce i campi di battaglia, non conoscerà mai il suo nemico.

### XV.De his rebus quibus homines et praesertim principes laudantur aut vituperantur(Qualità umane e soprattutto qualità politiche positive e negative)
Molti già hanno scritto dei doveri di un Principe nei confronti dei suoi sudditi e molti hanno immaginato Repubbliche e Principati utopici dove tutto è fatto per il meglio. Se un Principe prende esempio da ciò perderà tutto perché è impossibile far sempre tutto bene. Perciò è necessario al Principe sia essere buono che non buono, a seconda delle situazioni. L'autore dice che gli uomini e i Principi, ogni volta che ricoprono un incarico importante, sono notati ed etichettati con termini che li indicano con biasimo o con lode: liberale o misero, donatore o rapace, crudele o pietoso, fedifrago o fedele, effeminato o pusillanime, feroce o animoso, umano o superbo, lascivo o casto, leale o sleale, duro o facile, grave o leggero, religioso o ateo, ecc.
L'autore sa che tutti pensano che sarebbe una cosa buonissima che un Principe annoveri in sé tutte le qualità sopraddette buone; ma, essendo umani e non potendole avere tutte, è necessario che sia tanto prudente, e se è possibile, liberarsi della forma del vizioso. Ma anche non si curi il Principe di essere passato per un vizioso senza i quali vizi perderebbe facilmente il suo Stato, perché può succedere che qualcuna che sembra una virtù può portare alla rovina, viceversa negandola porterà a mantenere lo Stato.

### XVI.De liberalitate et parsimonia(Liberalità e parsimonia)
Riferendosi alle già citate qualità l'autore dice che è bene essere considerato liberale; nondimeno la liberalità usata in modo sbagliato, può essere negativa. E per farlo virtuosamente il Principe non deve tralasciare alcuna sontuosità, infondendo in tutto quello che fa la sua facoltà; alla fine sarà necessario essere tanto fiscale con il popolo per avere denari necessari allo sfarzo, cosa che però lo renderà odioso e povero; perciò siccome un Principe non può essere liberale senza suo danno, non deve curarsi di essere misero: perché col tempo sarà ritenuto sempre più liberale, considerando che gli bastano poche entrate e che riesce a difendersi dagli attacchi esterni. In tempi recenti solo quelli considerati miseri hanno fatto grandi cose; gli altri sono caduti. Perciò il Principe non deve preoccuparsi di incorrere nella reputazione di misero: questo è uno di quei vizi che lo fanno regnare. E se uno obietta: Cesare con la liberalità divenne un capo di Stato, l'autore risponde che: o sei un Principe compiuto o lo stai divenendo. Nel primo caso questa liberalità è dannosa, nel secondo è un bene. Se qualcuno replica che sono stati molti i Principi che sono stati considerati liberalissimi, l'autore risponde che il Principe spende o del suo (dei suoi sudditi) o degli altri. Nel primo caso deve essere moderato, nell'altro caso non si deve far scrupolo di essere liberale per non essere contrariato dai soldati.
Non esiste cosa che consumi se stessa quanto la liberalità, cioè a dire, a mano a mano che viene usata fa perdere la facoltà di usarla, conducendo alla povertà; ovvero, per fuggire la povertà, ti fa divenire rapace e odioso. E fra tutte le alte cose che un Principe deve evitare è essere rapace e odioso; ma la liberalità ti conduce all'una e all'altra cosa. Perciò è più virtù essere misero, partorendo una infamia senza odio, che, per essere liberale, divenire un rapace che partorisce il suo contrario.

### XVII.De crudelitate et pietate; et an sit melius amari quam timeri, vel e contra(Crudeltà e umanità: è meglio essere amato che temuto, o il contrario?)

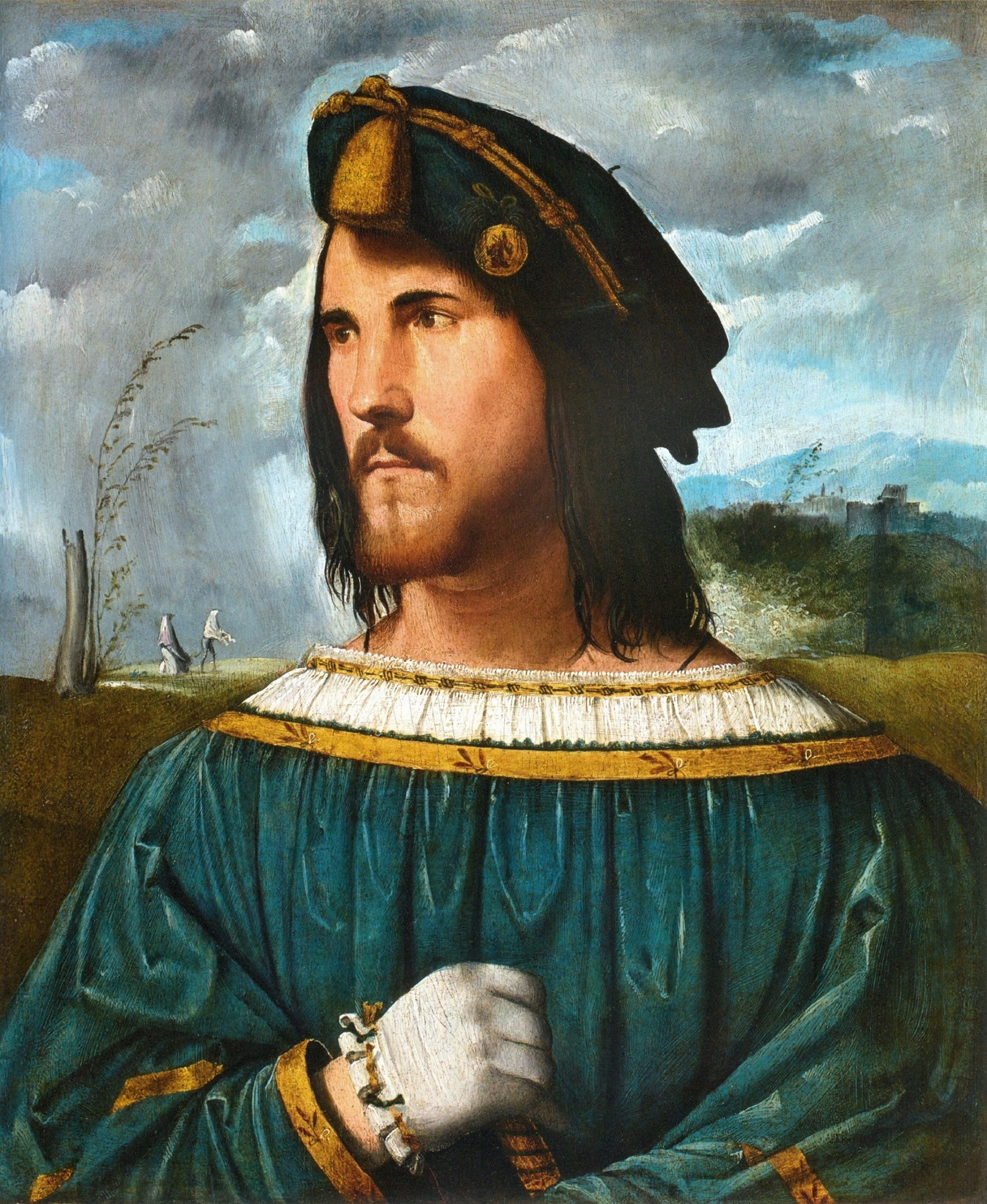
Ritratto di Cesare Borgia, Altobello Melone

Un Principe deve essere considerato pietoso e non crudele. Ma per tenere uniti i sudditi non si deve curare della fama di essere crudele: tra tutti i Principi il nuovo è per forza di cose considerato crudele. È meglio essere amato o temuto? Si vorrebbe essere entrambi ma, siccome è difficile, è meglio essere temuti perché gli uomini sono di questa natura: mentre gli fai del bene e in tempo di pace sono pronti ad offrire la loro vita per te, quando arrivano le avversità si ribellano. E perciò il Principe che si sia basato esclusivamente sulle loro promesse, rovina. E gli uomini hanno meno rispetto a offendere uno che si fa amare di uno che si fa temere; perché l'amore è tenuto da un vincolo d'obbligo che può essere spezzato da ogni occasione di utilità; il timore invece non abbandona mai. Un Principe deve farsi temere fuggendo però l'odio, e lo farà stando lontano dai possedimenti e dalle donne dei suoi sudditi e condannando a morte solo quando la causa sia più che giustificabile, ma soprattutto stando attento alla roba d'altri, perché gli uomini dimenticano presto la morte del padre piuttosto che la perdita del loro patrimonio. E poi le occasioni di potersi appropriare della roba d'altri sono frequentissime, al contrario delle condanne a morte. Ma quando un Principe ha alle sue dipendenze un esercito, deve farsi il nome di crudele perché senza questo non si tengono uniti gli eserciti né disposti ad alcuna impresa (es. Annibale).
In conclusione il Principe deve ingegnarsi di fuggire l'odio, fondandosi sul suo.

### XVIII.Quomodo fides a principibus sit servanda(La lealtà del Principe)
Ci sono due modi di combattere: con la legge (modo proprio dell'uomo), o con la forza (modo proprio delle bestie).
Ma siccome il primo molte volte non basta, occorre ricorrere al secondo. Ad un Principe è necessario sapere usare la bestia e l'uomo. E siccome il Principe deve saper bene usare la parte animale, deve prendere di questo la qualità della volpe e del leone, perché il leone non si difende dai lacci e la volpe non si difende dai lupi. Perciò un Principe savio non deve essere fedele se tale fedeltà gli ritorna contro, perché siccome gli uomini non la porterebbero bene a lui, anche lui non la deve portare a loro. Della natura di volpe è necessario prendere il saper ingannare gli uomini. Ad un Principe non è necessario avere tutte le suddette qualità, ma sembrare di averle. Anzi, avendole tutte, gli sono dannose, ma parendo di averle, tornano invece utili. Se lo sei non ti puoi mutare col cambiamento della sorte, ma se lo fingi soltanto, puoi temporeggiare e destreggiarti. Un Principe deve dunque curarsi che non gli esca parola che non sia come deve sembrare che sia, tutto pietà, fede, integrità, umanità e religione. E in generale gli uomini giudicano più in apparenza che in sostanza perché ognuno sa vedere quello che sembri, ma pochi sentono quello che sei in realtà e quei pochi non osano dire il contrario, mettendosi contro la maggioranza.

### XIX.De contemptu et odio fugiendo(Evitare il disprezzo e l'odio)
Il Principe deve fuggire tutte le cose che lo rendono odioso; ogni volta che lo farà troverà sulla sua strada nessun pericolo. Lo rende odioso, soprattutto impadronirsi delle donne e delle cose dei sudditi; se uno è fatto in tal maniera, la gente fa presto a giudicarlo leggero, effeminato, pusillanime, irresoluto; il Principe deve fuggire tutto questo e ingegnarsi che nelle sue azioni si riconosca invece grandezza, fortezza, gravità. Quel Principe che possieda questa forza è ritenuto grande e con difficoltà è assalito da altri. Un Principe deve avere due paure: una dentro, per conto dei sudditi, l'altra fuori, per conto dei regni esterni. Ci si difende da questo con le buone armi e i buoni amici e se il Principe avrà buoni eserciti, avrà anche buoni amici; e staranno quiete le cose dentro quando saranno quiete quelle esterne. Per quanto riguarda i sudditi, quando le cose di fuori non si muovono, il Principe deve temere che non congiurino segretamente, cioè deve evitare di essere odiato e disprezzato. 
Uno dei rimedi contro le congiure è non essere odiato dalla folla: perché i congiurati credono che, con la morte del Principe, si soddisfi il popolo, ma quando il congiurato vuole offendere il popolo, egli non deciderà alcuna congiura, perché le difficoltà di una congiura sono infinite. Per esperienza molte congiure sono andate a cattivo fine perché un congiurato non può essere solo, né può avere compagni, se non fra i malcontenti: e quando hai rivelato a un malcontento la tua intenzione gli dai modo di contentarti. Perché può sperare un guadagno, anzi vedendo da una parte il guadagno e dall'altra il pericolo non esiterà ad abbandonarti così non è certamente un vero nemico che il Principe debba temere. Per farla breve i congiurati hanno paura, gelosia, sospetto che li arrestino; il Principe ha dalla sua la maestà del suo Principato, le leggi, gli amici: è dunque quasi impossibile la congiura. In conclusione il Principe deve tenere in poco conto le congiure quando il popolo gli è fedele, ma quando gli è nemico deve temere di qualsiasi persona (es. di regno ben ordinato, la Francia). L'odio si acquista sia con le cattive opere che con le buone perciò un Principe, volendo mantenere lo Stato, è spesso forzato a non essere buono (es. di imperatori romani). La ragione della rovina degli Imperatori è stato proprio l'odio e il disprezzo che hanno suscitato verso di loro.

### XX.An arces et multa alia quae cotidie a principibus fiunt utilia an inutilia sint(Utilità o inutilità delle fortezze e di altre tecniche quotidiane dei Principi)
Alcuni Principi per mantenere lo Stato hanno disarmato i loro sudditi; altri hanno diviso le loro terre. Alcuni si sono procurati inimicizie, altri si sono dedicati a guadagnarsi i loro nemici; alcuni hanno costruito fortezze, altri le hanno distrutte.
Mai un Principe nuovo disarmò i propri sudditi, e quando li trovò disarmati, li armò, perché quelle armi diventano tue fedeli, tue partigiane. Ma se li disarmi, li offendi mostrando che non hai fede in loro. E in questo caso, siccome non puoi essere disarmato, conviene acquistare le milizie mercenarie, che sono inutili e pericolose (cfr. Cap. XII). Quando un Principe acquista uno Stato nuovo come membro aggiunto ad uno vecchio, deve disarmare quello Stato eccetto gli amici che lo hanno aiutato. E nel tempo è necessario tenere lontani i sudditi dalle armi e far occupare della milizia solo i tuoi sudditi propri. (Senza dubbio i Principi diventano grandi quando superano le difficoltà e le avversità).
I Principi, e specialmente i nuovi, hanno trovato più fede in quegli uomini che al principio del Principato erano sospetti. Di questo non si può parlare molto perché è una cosa che varia da caso a caso. Solo questo si può dire: quegli uomini che all'inizio erano nemici, che hanno un carattere secondo il quale hanno sempre bisogno di appoggio, il Principe se li può acquistare in modo facilissimo, e loro saranno forzati a servirlo con fedeltà, perché sanno che gli è più necessario cancellare con le opere la fama sinistra che avevano, e così il Principe ne trae sempre più utilità. L'autore vuole ammonire i Principi che hanno acquistato uno Stato da poco tempo di considerare bene i motivi che hanno spinto i suoi favoreggiatori; se non è affetto naturale verso di loro, ma solo comodità, con grande fatica se li potrà guadagnare come amici, perché sarà impossibile contentarli. Cioè è più facile guadagnarsi amici quelli che stavano bene prima ed erano suoi nemici che quelli che non a cui non piaceva, ma che erano suoi amici. È stata sempre consuetudine dei Principi edificare fortezze che siano il freno contro quelli che tramano contro di loro. L'autore loda molto questa consuetudine, perché è stata testata dalla prova del tempo: nondimeno alcuni hanno perso il loro Stato lo stesso. Le fortezze sono quindi utili o inutili a seconda dei tempi; se ti giovano da una parte, ti possono arrecare danno dall'altra.
Quel Principe che ha più timore dei popoli che dei forestieri deve edificare fortezze; al contrario nell'altro caso. La migliore fortezza è il non essere odiato dal proprio popolo, perché le fortezze non ti salvano se sei odiato dal popolo. Perciò l'autore loda allo stesso modo chi farà le fortezze e chi non le farà, e biasima nel contempo tutti quelli che si fidano troppo di esse.

### XXI.Quod principem deceat ut egregius habeatur(Gli strumenti per il prestigio del Principe)

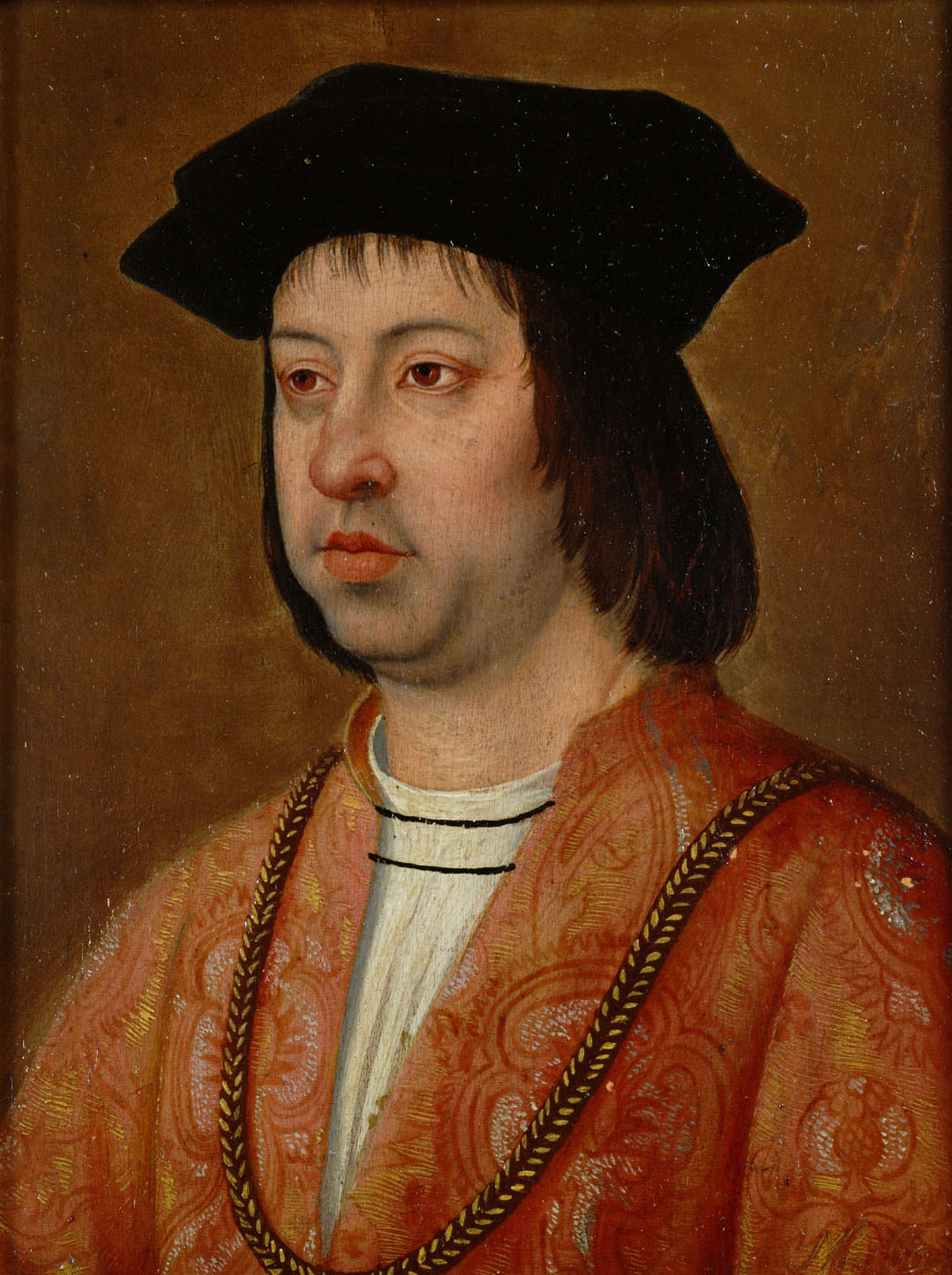
Ferdinando II di Aragona

Nessuna cosa fa stimare un Principe quanto le grandi imprese, ovvero dare di sé rari esempi (es. Ferdinando d'Aragona, Re di Spagna). Giova sempre a un Principe dare esempi di sé, per esempio punendo o premiando un privato che faccia qualche cosa di speciale. Ma soprattutto il Principe in ogni sua azione deve dar modo di sembrare un uomo grande. Un Principe è stimato ancora quando è vero amico e vero nemico, cioè quando si risolve a parteggiare per uno e odiare un altro, e ciò è sempre preferibile all'essere neutrali: perché se due vicini potenti vengono alle armi o vincendo uno di quelli, egli lo dovrà temere oppure no. In entrambi i casi gli sarà sempre più utile scoprirsi e combattere, perché, nel primo caso, se non si scopre, sarà vittima del vincitore, con piacere dello sconfitto, e nemmeno si ha ragione per difendersi, perché chi vince non vuole amici sospetti, e chi perde non accoglie più siccome non si è voluto aiutarlo nelle avversità. 
E avverrà sempre che chi ti è nemico ti ricercherà nell'essere neutrale e quello che ti è amico richiederà il tuo intervento. E i Principi non savi, per fuggire i pericoli, il più delle volte seguono la via neutrale e il più delle volte, di conseguenza, rovinano con quella decisione. Ma quando il Principe si scopre in favore di uno, se questo vince egli avrà obbligo con lui e vi nascerà l'amore (gli uomini non sono mai tanto disonesti da dimenticare completamente); se perde, viene accolto e se può viene aiutato fino a diventare compagno di una fortuna che potrà un giorno risorgere. Nel secondo caso, quando quelli che combattono fra loro non devono essere temuti, tanto più bisogna scoprirsi ed aderire, perché se vince uno e vince col tuo aiuto, rimane a tua disposizione. 
Qui si deve notare che un Principe deve stare attento a non accompagnarsi con uno più potente di sé contro altri, se non quando sia strettamente necessario, perché, vincendo, rimane suo prigioniero. E un Principe non creda mai di aver preso la decisione giusta, ma abbia sempre mille dubbi: la prudenza è sempre d'obbligo e consiste nel conoscere le qualità degli inconvenienti e prendere il minore per buono. E ancora: un Principe deve mostrarsi amante delle virtù e onorare gli artisti; deve amare i suoi cittadini nelle loro arti ed organizzare feste e spettacoli nei tempi opportuni, inoltre radunarsi a volte insieme al popolo e dare esempi di umanità e magnificenza.

### XXII.De his quos a secretis principes habent(I consiglieri del Principe)
Non è di poca importanza per il Principe l'elezione dei suoi ministri che sono buoni o no secondo la prudenza del Principe. E il primo giudizio che si esprime nei riguardi di un Principe è nel considerare gli uomini di cui si circonda. Quando sono fedeli e intelligenti sempre si può considerarlo savio, altrimenti non si può avere un buon giudizio di lui. Sempre riguardo a come un capo di stato si possa giudicare anche in base ai suoi ministri, si può dire ci siano genericamente tre tipi di personalità in cui anche un principe può rientrare:
1. Intende da sé, o eccellentissimo
2. Discerne quello che intendono anche gli altri, o eccellente
3. Non intende ne da sé né dagli altri, o inutile

Quindi, un principe (a meno che non sia del terzo gruppo e non sia chiaramente da considerare male), anche se non intende da sé ma si limita per natura a giudicare ciò che dicono gli altri, deve essere capace di riconoscere se un suo ministro intende bene o male, e può dunque a maggior ragione essere giudicato in base alle persone di governo che ha attorno. Machiavelli fa l'esempio Pandolfo Petrucci, il quale, anche ipotizzando non fosse di personalità eccellentissimo ma solo eccellente, può comunque essere giudicato bene come principe, perché si circondava di buoni ministri (come Antonio Giordani da Vienafro). 
Come fa un Principe a conoscere le qualità di un suo Ministro? C'è un modo infallibile: quando vedi il Ministro pensare più a sé che a te, ricercando in ogni azione l'utile suo, questo non sarà mai un buon Ministro. Ma d'altra parte il Principe, per tenerselo obbligato, deve pur pensare al Ministro onorandolo e facendolo ricco, perché egli consideri che non può stare senza del Principe e che questo non gli facciano desiderare più onori e più ricchezze. Se è così, il Principe e il Ministro possono avere fiducia l'uno dell'altro; altrimenti sarà sempre dannoso, o per l'uno o per l'altro.

### XXIII.Quomodo adulatores sint fugiendi(Evitare gli adulatori)
Di adulatori sono piene le corti perché gli uomini si compiacciono nelle loro cose e vi si ingannano, tanto che difficilmente se ne possono difendere. Non c'è altro modo di guardarsi dagli adulatori se non quando gli uomini non ti offendono dicendo il vero; ma dicendo il vero mancano di riverenza. Perciò un Principe prudente deve, eleggendo uomini savi accanto a sé, dare solo a loro il libero arbitrio di parlargli in verità e solo di quello di cui lui chiede; ma deve chiedergli d'ogni cosa, sentire le loro opinioni e poi deliberare da sé; e comportarsi in modo che ognuno sappia che più liberamente parlerà, più sarà accettato da lui. Oltre a quelli non sentirà alcun altro. Chi fa altrimenti verrà assalito dagli adulatori, o muterà spesso parere e da ciò nascerà il poco conto con cui sarà tenuto dagli altri. Un Principe deve consigliarsi sempre, ma quando vuole lui, non quando vogliono gli altri, anzi deve essere scoraggiato o sconsigliato se lui non vuole. Ma deve essere grande inquisitore e poi paziente uditore; anzi deve sgridare quelli che per rispetto non dicono il loro pensiero. E siccome molti pensano che un Principe che dia di sé opinione di prudente, sia così non per natura, ma per i buoni consigli che ha, senza dubbio s'inganna. Questa è una regola infallibile: un Principe che non è savio per sé stesso, non può essere consigliato bene, a meno che fortuitamente si rimettesse completamente nelle mani di uno solo che fosse prudentissimo. Solo in questo caso potrebbe accadere, ma per poco perché quel governatore, a lungo andare, s'impadronirebbe dello Stato. Ma un Principe non savio non saprà correggere e usare i consigli poco carismatici del suo Ministro. In conclusione: i buoni consigli da qualsiasi persona vengano, devono nascere dalla prudenza del Principe, e non la prudenza del Principe dai buoni consigli.

### XXIV.Cur Italiae principes regnum amiserunt(Per quali cause i Principi italiani hanno perso il loro Regno)

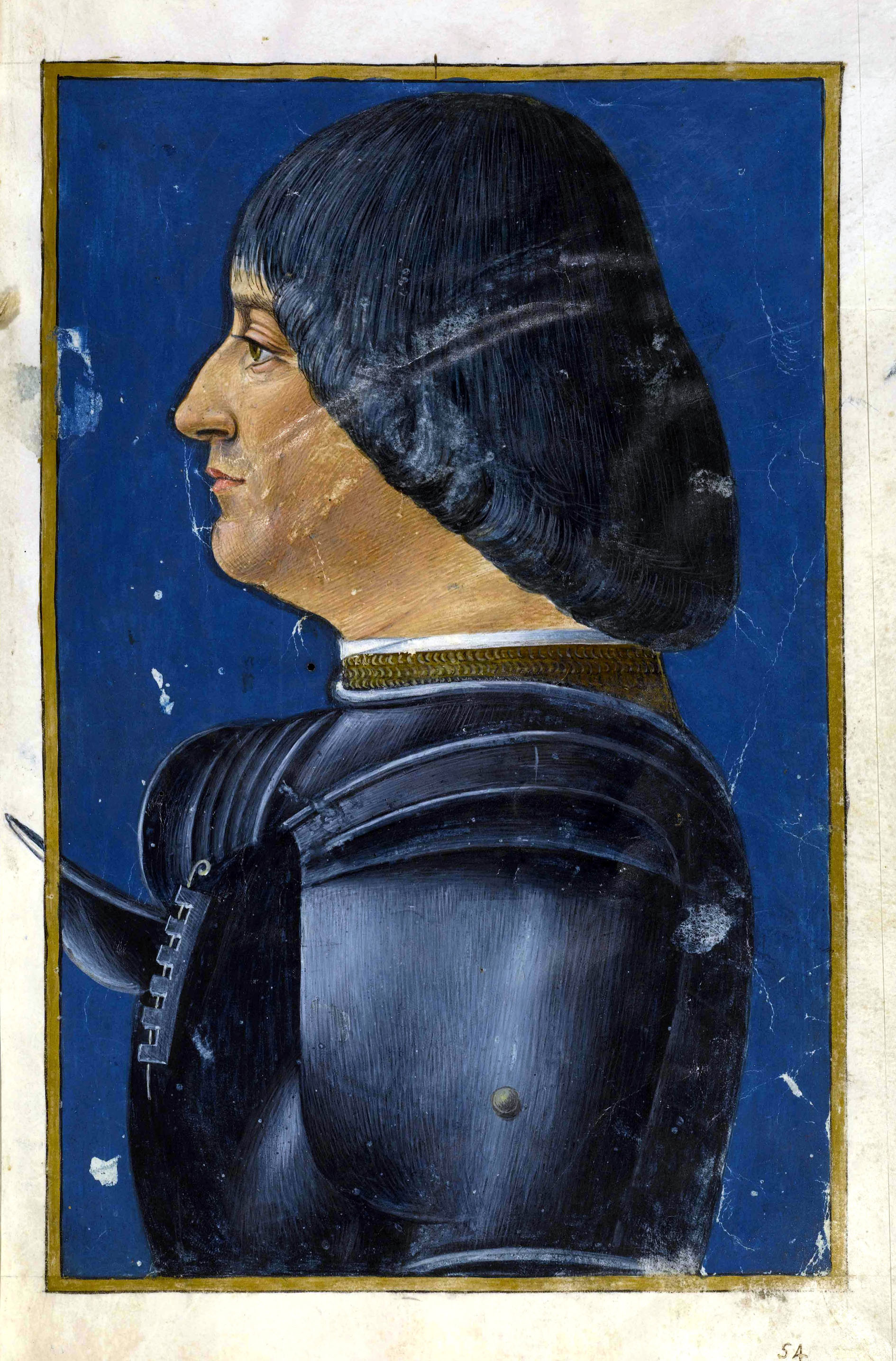
Ludovico il Moro

Tutte queste cose dette fanno sembrare un Principe nuovo come antico e lo rendono subito più sicuro. Perché un Principe nuovo è molto più tenuto sott'occhio nelle sue azioni che uno ereditario e quando le sue azioni sono conosciute come gloriose, obbligano molto più gli uomini rispetto alla dinastia antica. Perché gli uomini pensano più al presente che al passato: e quando nel presente trovano il bene ci godono e non cercano altro; anzi prenderanno ogni difesa per lui, e così la sua gloria si duplicherà: inizio di un Principato nuovo e rafforzato da buone leggi, buone armi, buone amici, e buoni esempi. Se si considerano le ragioni per cui in Italia i Principi hanno perso (ad es. il Re di Napoli Federico d'Aragona, e il Duca di Milano Ludovico il Moro). Si troverà che, in primo luogo, non hanno saputo amministrare le loro armi, poi che avranno avuto nemici fra il popolo o, se avranno avuto il popolo amico, non hanno saputo avere le assicurazioni dai grandi. Perciò questi Principi non accusino la sorte di un brutto tiro, ma la loro stessa ignavia, perché non pensarono mai nei tempi di pace che quelli possano mutare (comune errore umano) e quando vennero le avversità pensarono a fuggire e non a difendersi, sperando che i popoli, infastiditi dai vincitori, li richiamassero. Ciò è buono quando mancano gli altri rimedi ma è male averli lasciati indietro, perché nessuno vuole cadere, per credere di trovare chi poi li raccolga. E ciò o non accade o, se accade, accade con pericolo, perché quella difesa non dipende da te. Solo quelle difese che dipendono da te, dalla tua virtù sono buone e durevoli.

### XXV.Quantum Fortuna in rebus humanis possit et quomodo illi sit occurrendum(Incidenza della casualità nei comportamenti umani e modi di controllo)
Molti pensano che le cose del mondo siano governate dalla Fortuna e da Dio e che gli uomini non possano correggerle con le proprie facoltà, e perciò non vi è rimedio alcuno ad esse. L'autore è anch'egli propenso a questo giudizio. Nondimeno, siccome esiste anche il libero arbitrio dell'uomo, l'autore pensa che la Fortuna sia arbitra della metà delle nostre azioni, e l'altra metà la lascia a noi, alla nostra virtù. La Fortuna è come uno di quei fiumi sempre in piena che alluvionano le campagne modificando l'orografia del terreno. Ma, anche se è un fenomeno potente, tuttavia gli uomini in tempo quieto vi possono prendere provvedimenti con ripari ed argini, in modo che, quando si verifichi la piena, l'acqua verrebbe incanalata e non procurerebbe gravi danni. Così è la Fortuna e volge il suo impeto dove la virtù non è preposta a resisterle. Considerando l'Italia la regina delle alluvioni si vedrà che è del tutto priva di argini e canali, ben diversamente da Germania, Francia e Spagna.
Si vede un giorno un Principe avere successo e il giorno dopo rovinare senza aver mutato la sua condotta. Questo nasce dalle ragioni già esposte, e cioè un Principe tutto appoggiato sulla sorte rovina come quella cambia. È felice chi si accorda coi tempi, è infelice chi non lo fa. Gli uomini pervengono al fine che è loro innanzi variamente. Perché si vede che due persone agendo diversamente l'una dall'altra pervengono al medesimo fine, e due, facendo le stesse cose, vedono l'uno arrivare e l'altro no? La qual cosa nasce dalla qualità dei tempi in accordo o no col loro procedere. Ma non si trova un uomo così prudente da sapersi accomodare alla sorte, sia perché non può deviare dalla strada indicatagli dalla natura sua, sia perché essendo stato sempre fortunato nella sua via, non si può persuadere di cambiarla di punto in bianco; e perciò rovina.
L'autore pensa che sia meglio essere impetuosi che rispettosi, perché la fortuna è donna ed è necessario per tenerla a bada batterla ed urtarla. E come la donna la fortuna è usualmente amica dei giovani, perché sono meno rispettosi e più feroci e con più audacia la comandano.

### XXVI.Exhortatio capessendam Italiam in libertatemque a Barbaris vindicandam(Esortazione a pigliare l'Italia e a liberarla dai Barbari)
Considerando tutto quello scritto sopra, l'autore si chiede se i tempi siano maturi per dare il benvenuto ad un unico grande Principe che faccia onore e bene all'Italia: la risposta è sì, anzi i tempi non sono mai stati così buoni per un Principe nuovo. Ed era necessario che l'Italia si riducesse allo stato pietoso in cui versa per conoscere la virtù di un grande spirito italiano (esempio storico Mosè e gli Ebrei).
Ma, siccome qualche spiraglio si era acceso tale da poterlo indicare come l'inviato di Dio, al culmine delle sue azioni è stato respinto dalla sorte (l'autore pensa a Cesare Borgia). Perciò l'Italia deve ancora attendere. Si vede l'Italia che prega Dio di porre fine alle crudeltà e tutta pronta a seguire una sola bandiera purché ci sia chi l'impugni. L'autore rivolge ora la sua esortazione alla Casa Medici, favorita da Dio e dalla Chiesa. In questo caso la disposizione è grandissima; e dove è grande disposizione non vi può essere grande difficoltà. Dio ha posto le condizioni necessarie, il resto lo dovete fare voi Medici perché Egli ci ha pur lasciato il libero arbitrio e parte di quella gloria che tocca agli uomini. E non ci si meravigli che gli illustri italiani passati non abbiano fatto quello che si spera dal Vostro casato. Considerate questo: gli Italiani sono superiori in quanto a scienza, destrezza e ingegno. Ma, una volta venuti alle armi, non fanno una buona figura. Ciò viene dalla debolezza dei capi, perché quelli che sanno sono sbiaditi, e a tutti sembra di sapere, così che non v'è una singola personalità che spicchi sugli altri. Di qui si vede la causa per cui un esercito solo italiano ha sempre fallito. Volendo dunque i Medici accollarsi questo impegno, dovranno innanzitutto fornirsi di armi proprie (Cfr. Cap XIII). Sebbene l'esercito Svizzero e Spagnolo siano così terribili hanno anche loro dei difetti: (1) non sanno mettere in campo una cavalleria (2) hanno paura di chi sa combattere come loro.
Dunque, conosciuti i punti deboli degli avversari, si può creare con un tipo di esercito un nuovo metodo di schieramento (una nuova milizia e esercito proprio) che dia reputazione e grandezza al Principe nuovo. Non si lasci passare questa occasione intentata, in modo che l'Italia, dopo tanto tempo, abbia finalmente il suo redentore. A ognuno dà fastidio questo dominio barbaro. Prenda dunque la Casa dei Medici quest'impresa con quell'ardore come si debbono prendere le imprese giuste, acciocché la patria ne sia nobilitata e affinché si avverino finalmente quei versi del Petrarca nella sua Canzone Italia mia, vv. 93 - 96:
"Virtù contro a furore,
Prenderà l'arme, e fia el combatter corto,
Che l'antico valore
Nell'italici cor non è ancor morto."

## Stile e lessico
Lo stile è quello tipico di Machiavelli, cioè molto concreto in quanto deve essere in grado di fornire un modello immediatamente applicabile. Non sono presenti particolari ornamentazioni retoriche, piuttosto fa massiccio uso di paragoni e similitudini (come la metafora del centauro per evidenziare l'unione tra fisicità, energia e intelligenza che insieme costituiscono la virtù di Machiavelli) e metafore tutte basate sulla concretezza, per esempio le metafore arboree spesso presenti.
Numerosissimi sono i riferimenti ad eventi del suo presente, soprattutto riguardanti il regno di Francia, ma anche dell'antichità classica (si riferisce all'Impero Persiano di Ciro, a quello Macedone di Alessandro Magno, alle poleis greche e alla storia romana). Machiavelli costruisce quindi il suo modello osservando la realtà: questo è il concetto di realtà effettuale.
Il lessico è comune, non aulico: nella questione della lingua Machiavelli sostenne l'utilizzo del fiorentino parlato. Tutto il testo è caratterizzato da un lessico connotativo e una forte espressività, esclusi la Dedica e l'ultimo capitolo che hanno un registro diverso dalla parte centrale: infatti in entrambi prevale il carattere enfatico e specialmente la perorazione finale fuoriesce dalla realtà effettuale che caratterizza l'opera.
La sintassi è molto articolata con prevalenza della ipotassi; la subordinazione è presente soprattutto nel processo dilemmatico, che è una delle caratteristiche di quest'opera, Machiavelli presenta due situazioni: la prima viene svolta rapidamente per poi discutere ampiamente la seconda, questa tecnica fornisce un carattere di scientificità all'opera e suggerisce l'ipotesi giusta secondo l'autore (esempio: nel Capitolo I Machiavelli propone la trattazione De' principati ereditarii e De' principati misti: la prima viene sviluppata in poche righe nel Capitolo II mentre la seconda viene ampiamente argomentata nel Capitolo III).
I titoli dei capitoli sono tutti in Latino (con corrispondente traduzione in Italiano probabilmente fatta dallo stesso Machiavelli), perché nell'ambiente umanista-rinascimentale si usava scrivere o almeno titolare le opere in latino per questioni di prestigio.

## Il Principee il pensiero di Machiavelli
Machiavelli nel Principe teorizza, come ideale, un Principato assoluto, nonostante egli si sia formato nella scuola repubblicana e abbia sempre creduto nei valori della repubblica; il suo modello è la Repubblica romana, che Machiavelli esalta nei Discorsi sopra la prima deca di Tito Livio, con la partecipazione diretta del popolo.
I critici risorgimentali sostennero la tesi che il Principe fosse una specie di manuale delle nefandezze della tirannide, celebre l'immagine del Foscolo dei Sepolcri ("quel grande che temprando lo scettro ai regnatori gli allor ne sfronda ed alle genti svela di che lagrime grondi e di che sangue").
Il dibattito su questa questione è tuttora aperto, tra le ipotesi c'è anche quella dell'opportunismo: Machiavelli avrebbe desiderato riottenere un posto politico di rilevanza e sarebbe stato quindi disposto anche ad accettare la dimensione monarchica, oppure, il suo principe, potrebbe essere un modello universale di capo di Stato, di qualunque forma esso sia, monarchia o repubblica.
La critica moderna ha però ultimamente ipotizzato che la volontà di scrivere il Principe, e quindi di parlare di monarchia, sia stata mossa dall'aggravarsi della situazione in Italia. Difatti alla fine del '400 ed inizio del '500, l'Italia si trovava in un periodo di continue lotte interne. Machiavelli, attraverso il suo trattato, avrebbe voluto quindi incitare i principati italiani a prendere le redini del paese, ormai sommerso da queste continue guerre, credendo che l'unico modo per riacquistare valore, in quel preciso periodo, fosse proprio un governo di tipo monarchico.

## Reazioni
(Jean Jacques Rousseau, Il contratto sociale)
Il pensiero di Machiavelli e il termine "machiavellico" sono spesso stati disapprovati, in gran parte a causa della scarsa comprensione del suo metodo. "Machiavellico" è un termine associato alla falsa sintesi del pensiero filosofico di Machiavelli, ossia quella de "il fine giustifica i mezzi".
Machiavelli è sicuramente rammentato per aver fondato in Europa la moderna idea della politica.
Il Principe è sempre stato nell'Indice dei libri proibiti dalla Chiesa cattolica. Le autorità ecclesiastiche si dimostrarono particolarmente rigide nei confronti dell'opera del segretario fiorentino: l'erudito secentesco francese Gabriel Naudé scriveva all'amico Guy Patin:
(Citato René Pintard, Le libertinage érudit dans la première moitié du XVIIe siècle, Paris, 1943, p. 23.)
La ragione di questa ostilità (speculare a quella di molti autori protestanti come Innocent Gentillet) risiede nel fatto che Machiavelli mette in discussione le teorie politiche cristiane come quelle - rispettate da lungo tempo - di Sant'Agostino e Tommaso d'Aquino, ma soprattutto nel fatto che Machiavelli annulla ogni nesso tra etica e politica: infatti, secondo lui, il Principe deve cercare di sembrare magnanimo, religioso, onesto ed etico. Ma in realtà, i doveri di un principe non gli permettono di possedere alcuna di queste virtù. Il Principe ha sfidato la filosofia scolastica e la sua lettura ha contribuito alla fondazione del pensiero Illuminista e quindi del mondo moderno, occupando così una posizione unica nell'evoluzione del pensiero in Europa. Le sue massime più conosciute sono ampiamente citate anche oggi, in genere nella critica di leader politici:
- "è molto più sicuro essere temuti che amati", ma non è meglio essere odiati, e nemmeno ignorare virtù e giustizia quando questi non minacciano il proprio potere.

Le idee di Machiavelli circa le virtù di un Principe ideale furono di ispirazione per la moderna filosofia politica e trovarono le più disparate e distorte applicazioni soprattutto nel XX secolo.. Persino il concetto di Realpolitik si basa sulle idee di Niccolò Machiavelli. Magari è più ragionevole chiedersi quali teorie del ventesimo secolo non abbiano a che fare con Machiavelli. Anche quelle dell'economia politica sembrano di dovere qualcosa a quest'opera del Rinascimento. Le giustificazioni morali della colonizzazione delle Americhe nel XVI secolo possono trovarsi in parte in quest'opera, anche se molti colonizzatori e attività di costruzione imperiale hanno superato l'obiezione morale.
Nel 1739 Federico II di Prussia scrisse un'opera critica contro Il Principe, intitolata Anti-Machiavel, anche se durante il suo regno non sempre si attenne ai princìpi professati da giovane.

## Edizioni
- Il principe di Niccholo Machiavello al magnifico Lorenzo di Piero de Medici. La vita di Castruccio Castracani da Lucca a Zanobi Buondelmonti et a Luigi Alemanni descritta per il medesimo. Il modo che tenne il duca Valentino per ammazar Vitellozo, Oliverotto da Fermo il s. Paolo et il duca di Gravina Orsini in Senigaglia, descritta per il medesimo, [In fine:] Stampata in Roma per Antonio Blado d'Asola a dì iiij de gennaio del M.D.XXXII. (edizione originale postuma)
- Il principe de Niccolo Macchiauelli, al Magnifico Lorenzo di Piero de Medici (...), s. l., 1537.
- Il Principe di Niccolò Machiavelli, edizione critica, a cura di Giuseppe Lisio, Firenze, 1899.
- Il Principe. Testo originale con la versione in italiano di oggi di Piero Melograni, Collana Superclassici, Milano, BUR, 1991, ISBN 978-88-171-5144-3. - Collana Oscar, Milano, Mondadori, 2012.
- Il Principe, a cura di Giorgio Inglese, con un saggio di Federico Chabod, Einaudi, 2006,  LXXI-214 p., ISBN 88-06-17742-7.
- Il Principe riscritto in italiano moderno, a cura di Martina Di Febo, Collana I grandi classici riscritti, Milano, BUR, 2012, ISBN 978-88-170-6694-5.
- Il Principe, a cura di Gabriele Pedullà, con traduzione di Carmine Donzelli, Donzelli, 2013, CXXII-350 p., ISBN 978-88-603-6985-7.
- Il principe, a cura di Mario Martelli, corredo filologico a cura di Nicoletta Marcelli, Roma, Salerno Editrice, 2006, ISBN 978-88-8402-520-3.